# Louis Graves
Louis Graves (Burdeos, 21 de octubre de 1791 – París, 5 de junio de 1857) fue un botánico y arqueólogo francés.
Por mucho tiempo fue secretario general de la prefectura del Departamento de Oise, estudiando la flora de ese Departamento, y también se interesa de sus depósitos arqueológicos.
En 1854, fue director general de Aguas y Bosques. Contribuyó a la creación de la Société géologique de France; e inicia, con Antoine François Passy, en la fundación de la Société Botanique de France.

## Reconocimientos
- Miembro de la Société Botanique de France

## Eponimia
Género
- (Melastomataceae) Gravesia Naudin[1]

Especies
- (Orchidaceae) Anettea gravesiana (Rolfe) Szlach. & Mytnik[2]
- (Orchidaceae) Gomesa gravesiana (Rolfe) M.W.Chase & N.H.Williams[3]